# 日輪寺古墳
日輪寺古墳（にちりんじこふん）は、福岡県久留米市京町の日輪寺境内にある前方後円墳である。国の史跡。玄室に線刻のある石障を有する、装飾古墳で知られている。

## 位置
筑後川左岸の沖積層、標高12mの独立丘陵上に位置する。

## 構造

### 墳丘
元々全長50mほどの前方後円墳であるが、削平により現状では直径約20mの円墳に見える。

### 石室
後円部に西方を向く横穴式石室は、発見された1912年（明治45年）3月の段階でほとんど破壊されていて、現在まで残っているのは玄室の一部のみである。玄室は正方形に近く、長さ3.5m、幅2.3m、高さ1.7mを測る。玄室の石材は安山岩で、平たい石材を平積みしている。玄室には、阿蘇山の溶結凝灰岩製で高さ約50cmの石障があり、同心円文や直弧文、鍵手文による線刻が施されている。線刻には赤色顔料が一部残っており、6世紀初頭の文様とされる。
1912年の発見後、1914年（大正3年）9月に京都帝国大学（現・京都大学）の梅原末治が調査を行った後、1916年（大正5年）3月に古墳の上に祠が建てられた際に玄室も改変された。戦後、玄室に覆屋が設けられ、その横に説明版が設置された。

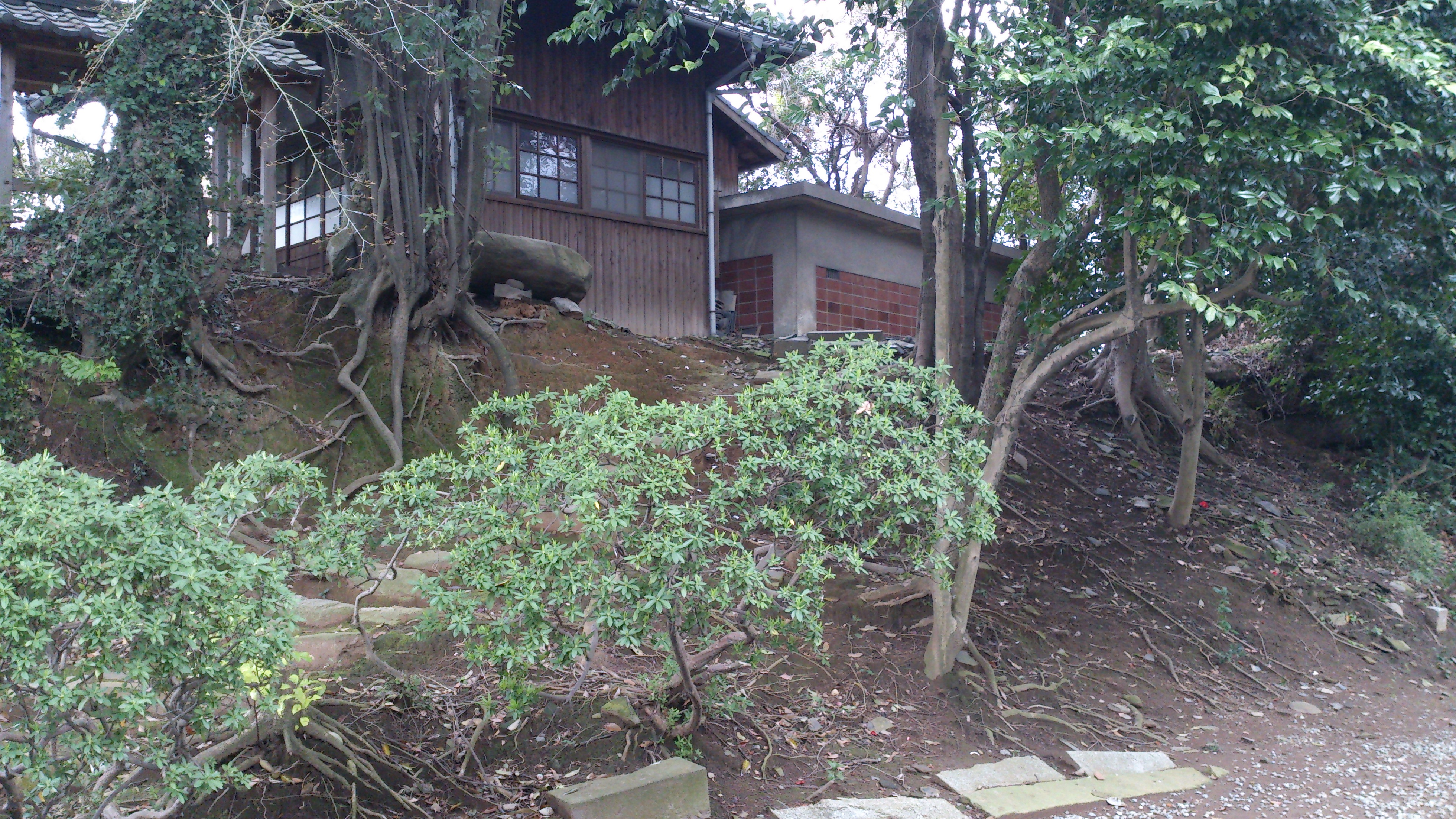
墳丘全景
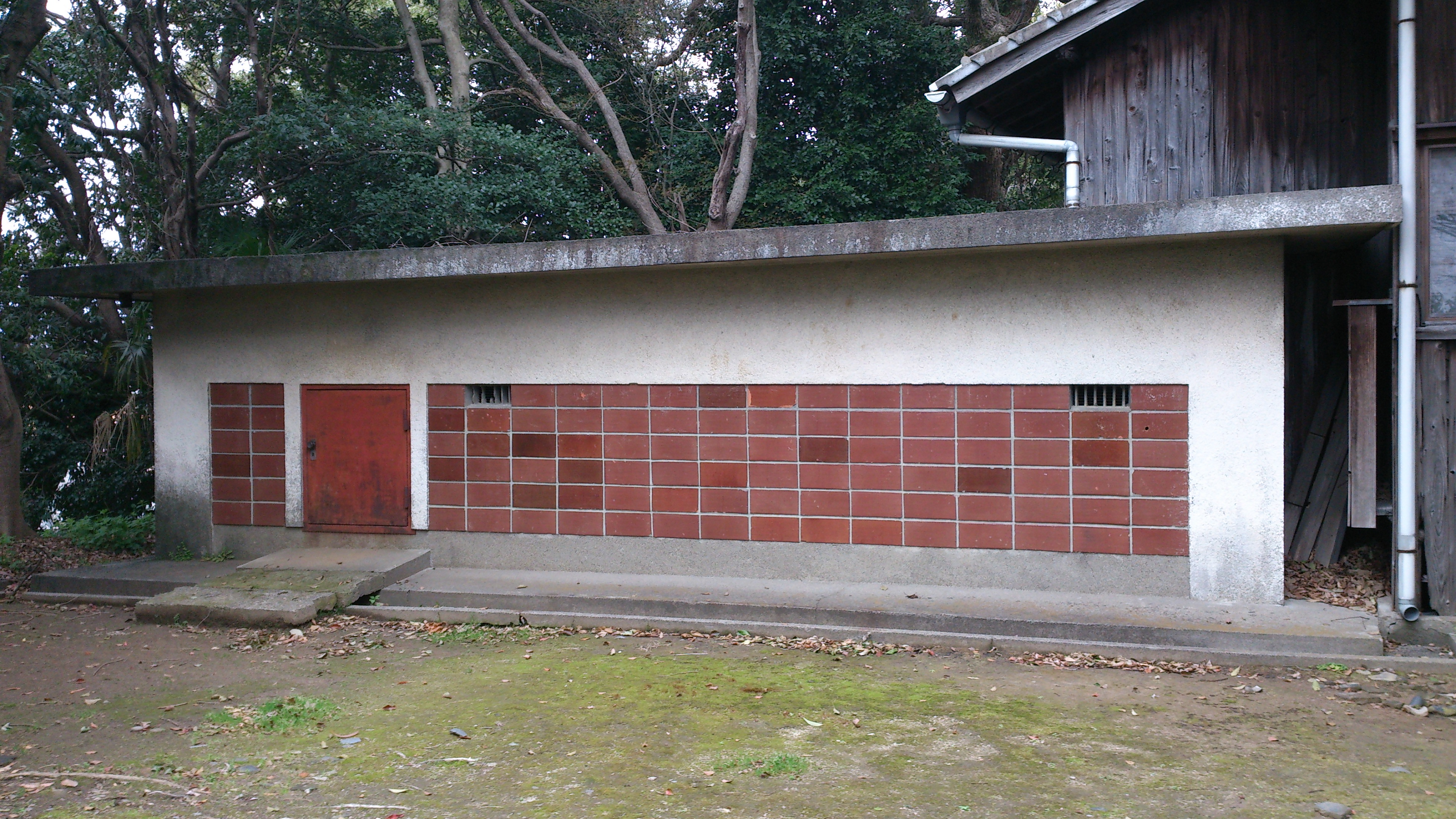
石室覆屋

## 出土遺物
1912年の発見の際に、玄室から砂岩製の石枕1点や勾玉2点、管玉8点、耳環2点、鉄刀と鉄鏃、土師器や須恵器の破片が出土したほか、1916年に玄室から漢式鏡が出土し、さらに墳丘から円筒埴輪の破片が出土した。
漢式鏡は四獣鏡で、文様が不鮮明であることから、仿製鏡とされている。
これらの出土遺物は、石枕を東京国立博物館が所蔵しているほかは、日輪寺が所蔵している。

## 交通アクセス
- JR九州久留米駅下車徒歩5分[2]。

なお石室内の撮影は禁止されている。